# Eremicaster
Genre
Eremicaster est un genre d'étoiles de mer de la famille des Porcellanasteridae.

## Taxinomie
Selon World Register of Marine Species (26 janvier 2015) :
- Eremicaster crassus (Sladen, 1883)
- Eremicaster pacificus (Ludwig, 1905)
- Eremicaster vicinus Ludwig, 1907

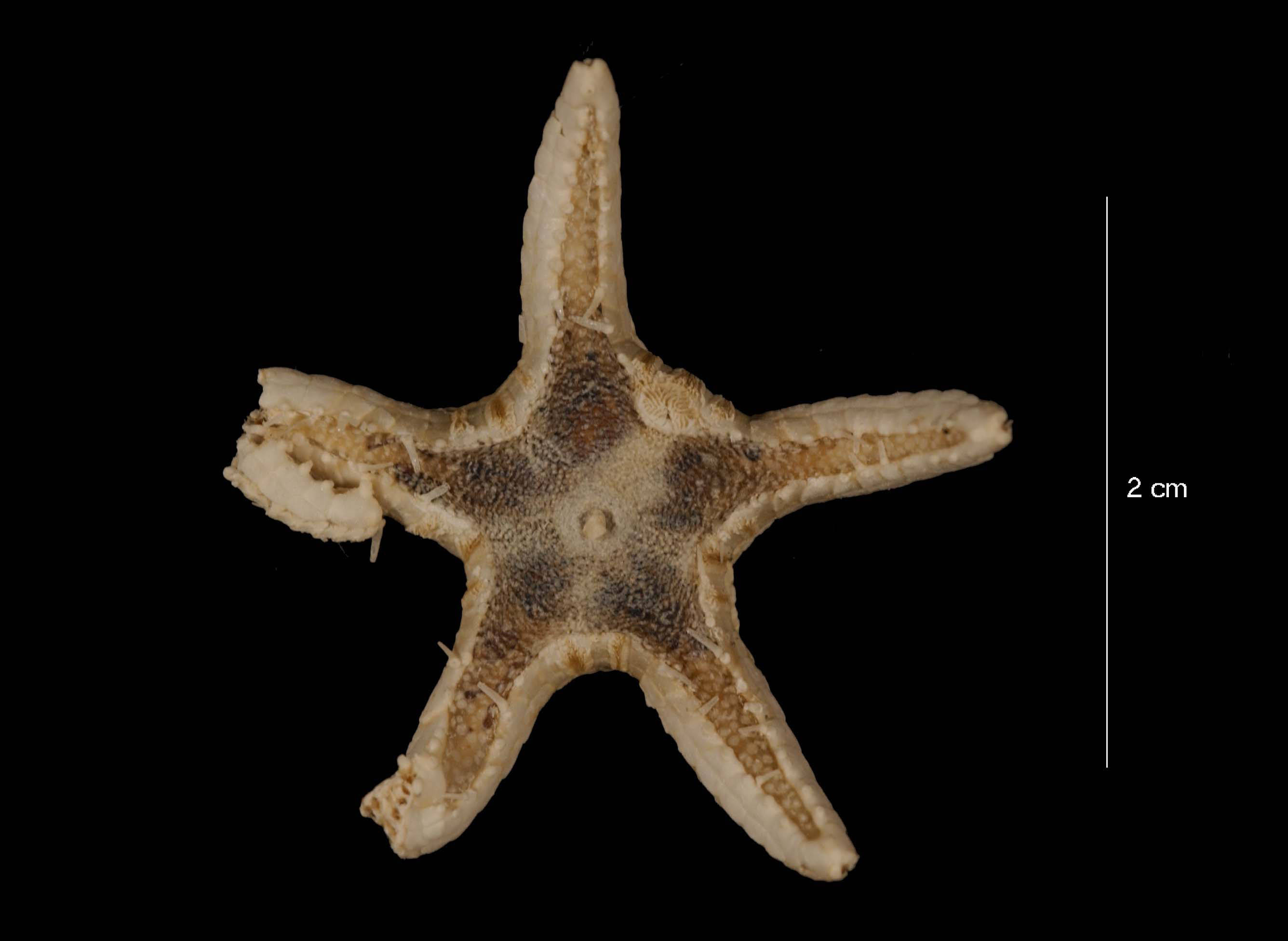
Eremicaster crassus
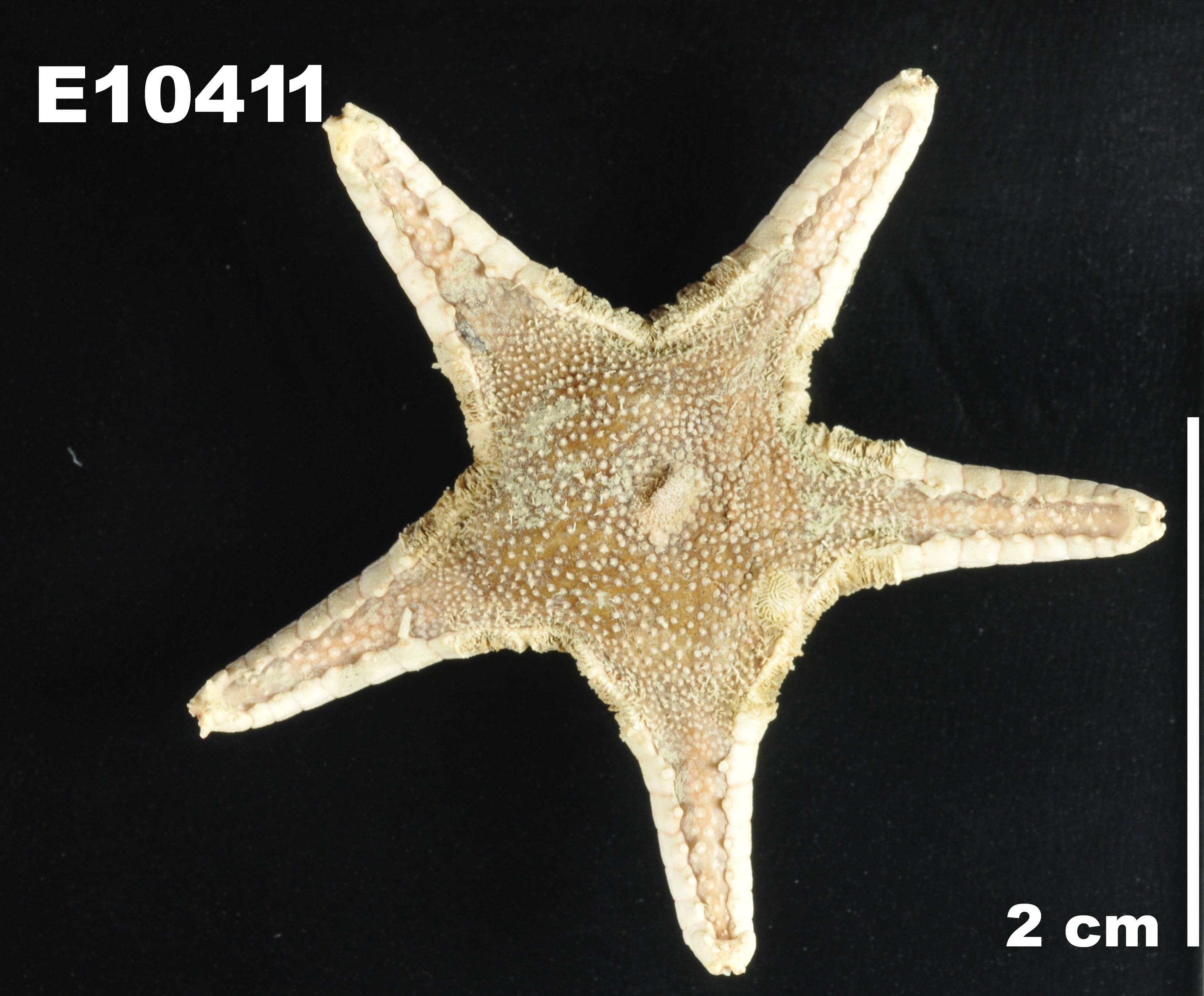
Eremicaster pacificus
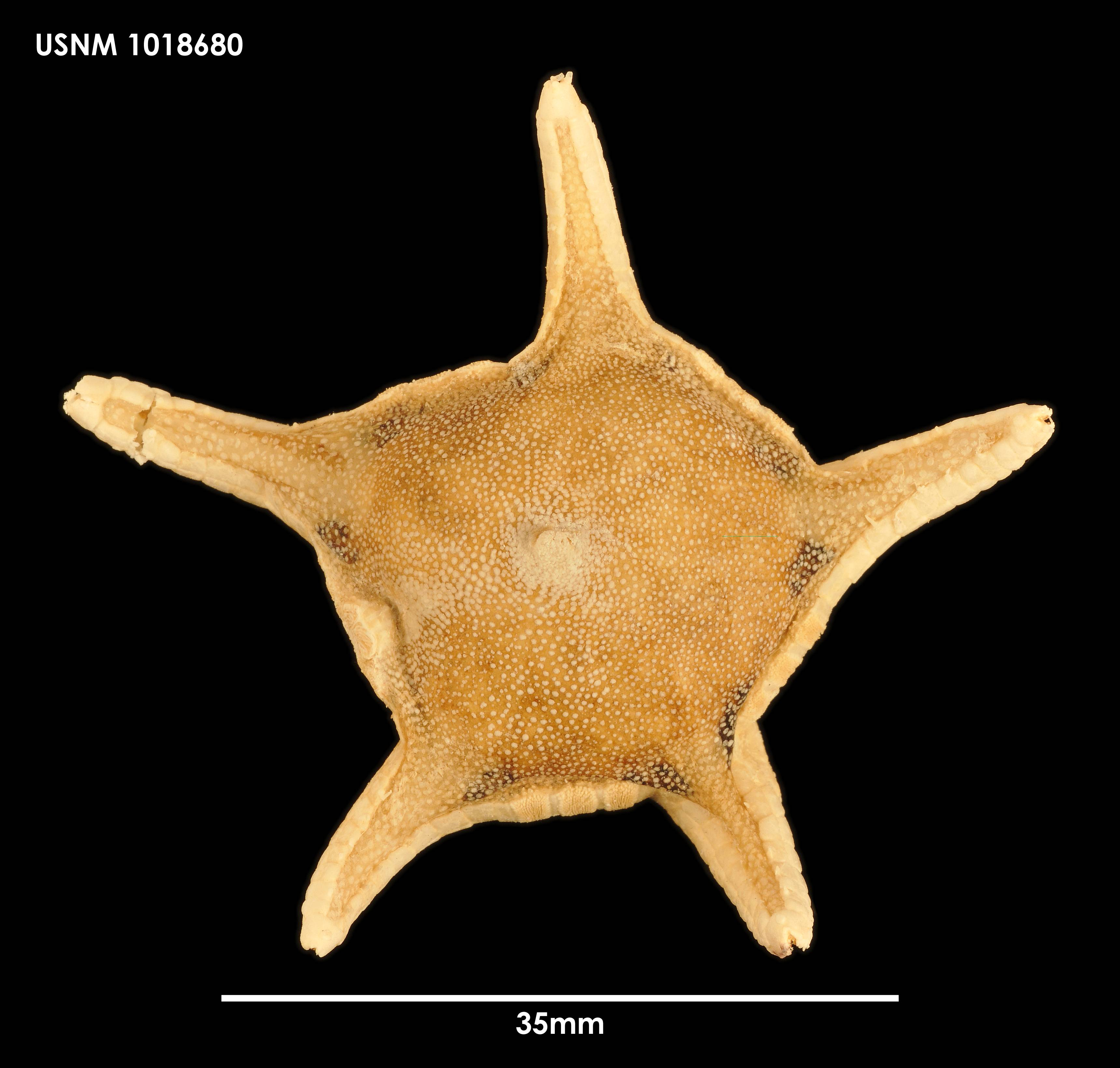
Eremicaster vicinus